# Wereldkampioenschappen wielrennen 2024 – Individuele tijdrit mannen beloften
De individuele tijdrit voor mannen beloften op de Wereldkampioenschappen wielrennen 2024 werd gehouden op 23 september. De 70 deelnemers moesten een parcours van 29,9 kilometer van Gossau naar Zürich afleggen. De Spanjaard Iván Romeo won, voor de Zweed Jakob Söderqvist en Jan Christen uit Zwitserland. De Belgische topfavoriet Alec Segaert, die de voorgaande twee editie telkens tweede werd, moest genoegen nemen met de vierde plek.

## Uitslag
| Plaats | Naam                    | Tijd       |
| ------ | ----------------------- | ---------- |
| Goud   | Iván Romeo              | 36'42,70"  |
| Zilver | Jakob Söderqvist        | + 32,05"   |
| Brons  | Jan Christen            | + 40,68"   |
| 4      | Alec Segaert            | + 54,09"   |
| 5      | Robin Orins             | + 57,87"   |
| 6      | Darren Rafferty         | + 1'01,52" |
| 7      | Niklas Behrens          | + 1'08,23" |
| 8      | Artem Shmidt            | + 1'10,04" |
| 9      | Wessel Mouris           | + 1'11,43" |
| 10     | Adam Rafferty           | + 1'17,67" |
| 11     | Maxime Decomble         | + 1'17,87" |
| 12     | Isaac del Toro          | + 1'23,83" |
| 13     | Andrea Raccagni Noviero | + 1'32,06" |
| 14     | Patrick Eddy            | + 1'35,41" |
| 15     | Arthur Blaise           | + 1'36,69" |
| 16     | Rasmus Søjberg Pedersen | + 1'42,48" |
| 17     | Andrew August           | + 1'43,43" |
| 18     | Ben Wiggins             | + 1'57,28" |
| 19     | Fabian Weiss            | + 1'59,18" |
| 20     | Josh Charlton           | + 2'05,11" |